# Louisa Emily Dobrée
Pour les articles homonymes, voir Dobrée.
Louisa Emily Dobrée, née le 9 février 1852 à Tours et morte le 7 février 1915 à Long Ashton (Somerset), est une écrivaine franco-irlandaise de romans, d'articles, de nouvelles et de littérature pour enfants. Ses sujets de non-fiction vont des soins infirmiers à domicile, de l'hygiène domestique et personnelle, de la convenance, des croquis de personnages et de la broderie, jusqu'à l'histoire naturelle.

## Biographie
Louisa Emily Dobrée est née à Tours, fille James Dobrée, propriétaire, et de Bridget Armstrong, mariés à Gênes en 1849,,. Elle est d'origine irlandaise du côté de sa mère, tandis que la famille de son père, de Guernesey, est d'origine française.
La première histoire de Dobrée est publiée alors qu'elle a dix-neuf ans. Suivent des articles de littérature grise et des nouvelles dans des magazines. Elle écrit également des livres pour les enfants, parmi lesquels les suivants — Loved into Shape, Dreams and Deeds, Terry, One Talent Only, A Knotless Thread, Underneath the Surface, A Lowly Life with a Lofty Aim, and Turned to Gold, ainsi que La devise de Hugh Templar, Sous la surface. Une histoire de Sark, Léon et les leçons qu'il a apprises. Une histoire de Jersey, et Seulement Johnny Brown. Ceux-ci sont publiés à des intervalles parfois très longs.
En 1887, Dobrée devient très proche de l'Église catholique et elle écrit par la suite : A Manual of Home Nursing, Stories on the Sacraments, A Seven-Fold Treasure, Per Parcel Post, A Tug-of War, Stories on the Beatitudes, Beautiful Sewing et Plain Work, entre autres. Elle fait partie du personnel et contribue occasionnellement à vingt magazines, traitant notamment des soins infirmiers à domicile, l'hygiène domestique et personnelle, l'étiquette, les croquis de personnages, la broderie, le travail simple et l'histoire naturelle.
Dobrée vit dans les îles anglo-normandes, en France et en Irlande, en plus de faire de longs et courts séjours en Italie, en Suisse, en Autriche, en Belgique et en Allemagne. Elle vit plus tard à Chiswick, près de Londres. Les scènes de ses histoires se déroulent toujours en Europe.
Louisa Emily Dobrée meurt en 1915 à Long Ashton, dans le Somerset,.

## Œuvres choisies
- Loved into Shape; or, The Story of Bob Sanders, 1877
- Dreams and Deeds, 1877
- One Talent Only, 1878
- Hugh Templar's Motto, 1879
- Not Useless, 1879
- A Knotless Thread, 1879
- Underneath the Surface. A Sark Story, 1881
- Turned to Gold, 1881
- A Lowly Life with a Lofty Aim, 1881
- A Life Lesson, 1884
- Only Johnny Brown, 1886
- Leon and the Lessons He Learned. A Jersey Story, 1886
- Kit and His Violin, 1888
- A Manual of Home Nursing, 1889
- Little King I.A Story for the Young... With Illustrations, Etc, 1890
- Loved Into Shape ; Or, the Story of Bob Sanders., 1891
- A Christmas Lesson, 1891
- A Lowly Life With a Lofty Aim, 1891
- A Tug-of War, 1891
- A Sevenfold Treasure: Stories on the Gifts of the Holy Spirit, 1892
- Winifred's Work, 1892
- Per Parcel Post, 1892
- Stories on the Beatitudes, 1894
- A Workhouse Concert, 1894
- Coals of Fire, 1894
- Uncle Luke's Legacy, 1894
- Dick's Desire, 1894
- Stories on the Rosary. Part I, 1897
- Stories on the Rosary. Part 2, 1898
- Sylvia's Lesson: Extreme Unction, 19??
- The Two Wishes: A Story of Holy Orders, 19??
- Brian Daly: A Story of Holy Communion, 19??
- You Did it Unto Me: Stories on the Corporal Works of Mercy, 1903
- Stories on the Rosary. Part 3, The Glorious Mysteries, 1904
- Among the Saucepans, 1915
- Ever a Fighter, 1915
- Driving a Bargain, 1915
- Father Carlton's Offerings, 1915
- Don Filippo's Dream, 1915
- Stories from Italy, 1915
- The Kingdoms of the World, 1917
- Terry
- Stories on the Sacraments
- Beautiful Sewing
- Plain Work